# 15. veljače
15. veljače (15. 2.) 46. je dan godine po gregorijanskom kalendaru.
Do kraja godine ima još 319 dana (320 u prijestupnoj godini).

## Događaji
- 1573. – U Zagrebu je pogubljen Ambroz Gubec, vođa seljačke bune.
- 1942. – U snažnom vojnom udaru Japanci su osvojili Singapur, nakon čega je zarobljeno više od 80 000 indijskih, australskih i britanskih vojnika.
- 1991. – Osnovana je 164. brigada HV, Starigrad iz sastava 112. brigade
- 1997. – Osnovan Hrvatski auto i karting savez,[1] nakon razdvajanja Hrvatskog auto i moto športskog saveza (HAMŠS) na Hrvatski auto i karting savez i Hrvatski motociklistički savez.[2]

| - 1564. – Galileo Galilei, talijanski matematičar, fizičar i astronom († 1642.) - 1764. – Jens Immanuel Baggesen, danski književnik († 1826.) - 1820. – Susan B. Anthony, američka aktivistica za pravo glasa žena († 1906.) - 1909. – Miep Gies, nizozemska humanitarka († 2010.) - 1910. – Irena Sendler, poljska humanitarka († 2008.) - 1911. – Grigor Vitez, hrvatski pjesnik, dječji pisac, prevoditelj († 1966.) - 1913. – Erich Eliskases, austrijski, njemački i argentinski šahovski velemajstor († 1997.) - 1914. – Ernest Dubac, hrvatski nogometaš († 1985.) - 1916. – Sergej Sklevicky, hrvatski znanstvenik († 1996.) - 1929. – Graham Hill, britanski vozač Formule 1 († 1975.) - 1941. – Ružica Meglaj Rimac, hrvatska košarkaška reprezentativka († 1996.) - 1943. – Gordana Marta Matunci, hrvatska kulturna djelatnica - 1946. – Gordana Turić, hrvatska političarka i spisateljica - 1969. – Anja Andersen, danska rukometašica - 1972. – Jaromir Jagr, češki reprezentativac u hokeju na ledu - 1972. – Joško Čagalj Jole, hrvatski pop pjevač - 2000. – Jakub Kiwior, poljski nogometaš | - 1152. – Konrad III., njemački kralj (* 1093.) - 1573. – Matija Gubec, hrvatski vođa seljačke bune - 1637. – Ferdinand II., njemačko-rimski car, ugarsko-hrvatski i češki kralj (* 1578.) - 1742. – Štefan Zagrebec, hrvatski književnik i propovjednik (* 1669.) - 1869. – Mirza Galib, indijski pjesnik (* 1797.) - 1877. – Štefan Selmar, slovenski pisac, prevoditelj i katolički svećenik (* 1820.) - 1975. – Mihael Sopoćko, poljski rimokatolički svećenik, blaženik (* 1888.) - 2008. – Marijan Oblak, zadarski nadbiskup (* 1919.) - 2011. – Ivica Bednjanec, hrvatski crtač stripa, pjesnik, humorist i scenarist (* 1934.) |

## Blagdani i spomendani
- Nacionalni dan djeteta oboljelog od maligne bolesti u Hrvatskoj
- Dan neovisnosti u Srbiji
- Klaudije Colomb
- bl. Mihael Sopoćko

## Imendani
- Onezin
- Klaudije
- Vitomir
- Vito
- Agapa